# Nico Schlotterbeck
Nico Schlotterbeck (ur. 1 grudnia 1999 w Waiblingen) – niemiecki piłkarz, występujący na pozycji środkowego obrońcy w niemieckim klubie Borussii Dortmund oraz w reprezentacji Niemiec. Uczestnik Mistrzostw Świata 2022 oraz Mistrzostw Europy 2024.

## Kariera klubowa

### SC Freiburg
Schlotterbeck zadebiutował w SC Freiburg 9 marca 2019, zastępując Philippa Lienharta, w wygranym 2:1 meczu z Herthą BSC.

### Union Berlin
W barwach Freiburga, Schlotterbeck rzadko występował w większym wymiarze czasowym, dlatego 31 lipca 2020 trafił do zespołu 1. FC Union Berlin na zasadzie rocznego wypożyczenia. W poprzednim sezonie w zespole tym występował jego brat Keven Schlotterbeck. W barwach stołecznego klubu młodszy z braci wystąpił 16 razy w podstawowym składzie i po zakończeniu sezonu powrócił do Freiburga.

## Kariera reprezentacyjna
Schlotterbeck zaliczył pojedyncze występy w kadrach U-18, U-19, U-20. 5 września 2019 zadebiutował w reprezentacji U-21 w spotkaniu przeciwko Grecji. W 2021 trener Stefan Kuntz włączył go do kadry na Mistrzostwa Europy U-21. Wystąpił on we wszystkich meczach turnieju w pełnym wymiarze czasowym, a drużyna Niemiec została triumfatorem turnieju po zwycięstwie 1:0 nad Portugalią w finale. W seniorskiej reprezentacji zadebiutował 26 marca 2022 w spotkaniu przeciwko Izraelowi.

## Sukcesy

### Wyróżnienia
- Jedenastka rundy jesiennej według Goal.com: 2021/2022[5]

## Życie prywatne
Schlotterbeck jest siostrzeńcem byłego zawodowego piłkarza Nielsa Schlotterbecka, który grał również we Freiburgu.